# Liste der Biografien/Schoc
Liste der Biografien |
Portal Biografien |
Personensuche
# |
A |
B |
C |
D |
E |
F |
G |
H |
I |
J |
K |
L |
M |
N |
O |
P |
Q |
R |
S |
T |
U |
V |
W |
X |
Y |
Z |
?
 
Sa |
Sb |
Sc |
Sd |
Se |
Sf |
Sg |
Sh |
Si |
Sj |
Sk |
Sl |
Sm |
Sn |
So |
Sp |
Sq |
Sr |
Ss |
St |
Su |
Sv |
Sw |
Sy |
Sz
 
Sca–Sce |
Sch |
Sci–Scz
 
Scha |
Schc |
Schd |
Sche |
Schg |
Schi |
Schj |
Schk |
Schl |
Schm |
Schn |
Scho |
Schp |
Schr |
Schs |
Scht |
Schu |
Schv |
Schw |
Schy
 
Schoa |
Schob |
Schoc |
Schod |
Schoe |
Schof |
Schog |
Schoh |
Schoi |
Schok |
Schol |
Schom |
Schon |
Schoo |
Schop |
Schor |
Schos |
Schot |
Schou |
Schov |
Schow |
Schoy
Die Liste der Biografien führt alle Personen auf, die in der deutschsprachigen Wikipedia einen Artikel haben. Dieses ist eine Teilliste mit 96 Einträgen von Personen, deren Namen mit den Buchstaben „Schoc“ beginnt.

## Schoc

### Schoch
- Schoch, Albert von (1860–1943), bayerischer General der Infanterie im Ersten Weltkrieg
- Schoch, Alexander (* 1954), deutscher Politiker (Bündnis 90/Die Grünen), MdL
- Schoch, Caspar von (1610–1672), kaiserlicher Obrist im Dreißigjährigen Krieg
- Schöch, Christof (* 1977), deutscher Literaturwissenschaftler
- Schoch, Claudine, Schweizer Balletttänzerin
- Schoch, Daniel (* 1963), deutscher Philosoph und Ökonom
- Schoch, Dominique-Marie (* 1948), französischer, römisch-katholischer Ordenspriester, Trappist und Abt von Oelenberg
- Schoch, Emil (1862–1916), bayerischer Generalmajor im Ersten Weltkrieg
- Schoch, Emmy (1881–1968), deutsche Modeschöpferin und Unternehmerin
- Schoch, Franz (1762–1813), speyerischer und badischer Beamter
- Schoch, Friedrich (* 1952), deutscher Rechtswissenschaftler
- Schoch, Guido (* 1956), Schweizer Manager
- Schoch, Gustav von (1858–1924), bayerischer General der Infanterie im Ersten Weltkrieg
- Schoch, Hans Joachim (1901–1963), deutscher Jurist und Staatsbeamter
- Schöch, Heinz (* 1940), deutscher Rechtswissenschaftler, Kriminologe und Hochschullehrer
- Schoch, Jakob (1888–1985), Schweizer Sekundarlehrer und Essayist
- Schoch, Johann Felix (1768–1817), Schweizer Revolutionär und Landwirt
- Schoch, Johann Georg, deutscher Lyriker, Dramatiker und Übersetzer
- Schoch, Johann George Gottlieb (1758–1826), deutscher Gartenarchitekt und -inspektor
- Schoch, Johann Gottlieb (1853–1905), deutscher Gartenarchitekt, Gartendirektor der Stadt Magdeburg
- Schoch, Johann Leopold Ludwig (1728–1793), Hofgärtner in Wörlitz, Gartendirektor und Gartenkünstler
- Schoch, Johannes († 1631), deutscher Renaissancebaumeister
- Schoch, Jona (* 1994), deutscher Handballspieler
- Schoch, Julia (* 1974), deutsche Schriftstellerin und ÜbersetzerinJulia Schoch (* 1974)

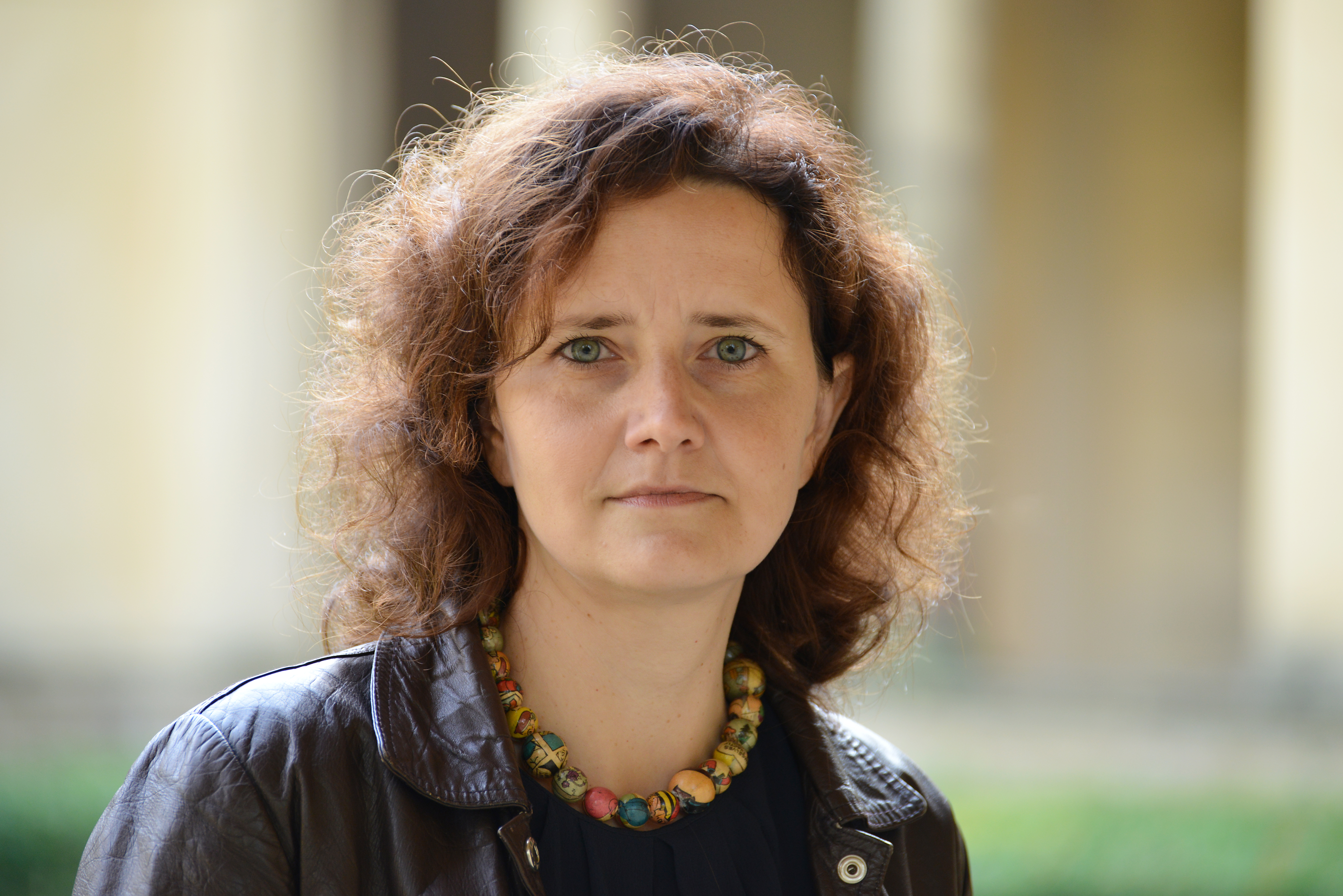
Julia Schoch (* 1974)

- Schoch, Jürgen (1962–2006), deutscher Hürdenläufer
- Schoch, Karl von (1863–1940), bayerischer Generalleutnant, Politiker (DVP), MdR
- Schöch, Klaus (1947–2008), österreichischer Schauspieler
- Schoch, Knut, deutscher Oratorien- und Opernsänger (Tenor)
- Schoch, Leana (* 1998), Schweizer Unihockeyspielerin
- Schoch, Magdalene (1897–1987), deutsche Juristin, erste habilitierte Rechtswissenschaftlerin in Deutschland, US-amerikanische Juristin
- Schoch, Manfred (* 1955), deutscher Gewerkschafter
- Schoch, Margherita (* 1940), Schweizer Schauspielerin
- Schoch, Marlies (1940–2016), Schweizer Gastwirtin und Politikerin
- Schoch, Matthias (* 1986), Schweizer SchauspielerMatthias Schoch (* 1986)

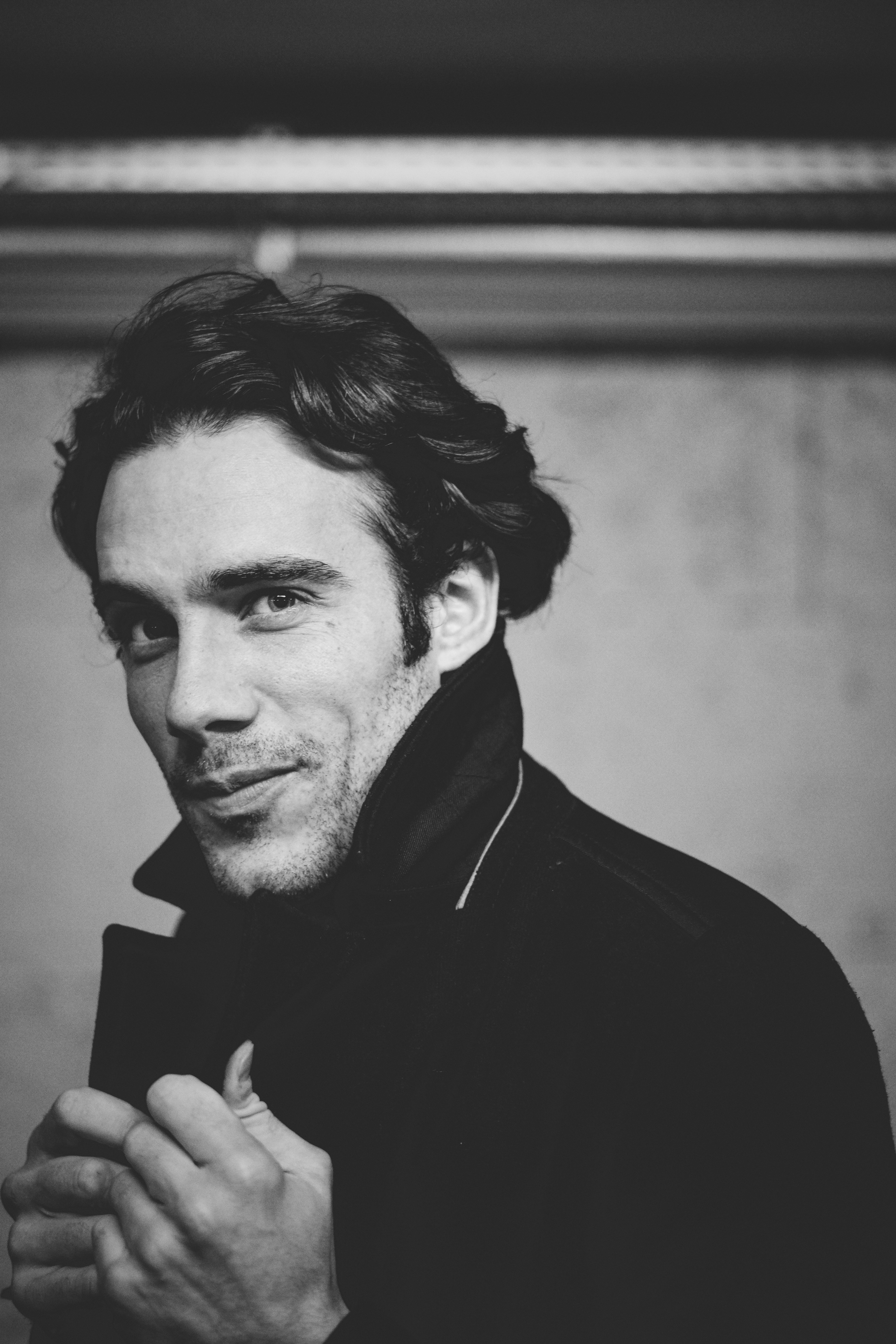
Matthias Schoch (* 1986)

- Schöch, Michael (* 1985), österreichischer Pianist und Organist
- Schoch, Norbert (1932–2008), deutscher Rechtsanwalt und Politiker
- Schoch, Ottmar (* 1933), deutscher Ordensgeistlicher, Psychologe und Hochschullehrer
- Schoch, Otto (1934–2013), Schweizer Politiker (FDP)
- Schoch, Philipp (* 1979), Schweizer Snowboarder
- Schoch, Rainer (* 1943), deutscher Kunsthistoriker
- Schoch, Rainer (* 1970), deutscher Paläontologe
- Schoch, Rudolf (1896–1982), Schweizer Musikpädagoge, Komponist, Sänger, Chorleiter und Musikschriftsteller.
- Schoch, Sandra (* 1971), österreichische Politikerin (GRÜNE), Vorarlberger Landtagsabgeordnete
- Schoch, Simon (* 1978), Schweizer Snowboarder
- Schochat, Avraham (1936–2024), israelischer Politiker und Bauingenieur
- Schochat, Israel (1886–1961), Zionist
- Schochat, Manja (1880–1961), Zionistin
- Schöche, Johannes (* 1937), deutscher Diplomat, Botschafter der DDR
- Schocher, Christian (* 1946), Schweizer Filmemacher und Kinobetreiber
- Schocher, Christian Gotthold (1736–1810), deutscher Philosoph, Linguist und Übersetzer
- Schochin, Alexander Nikolajewitsch (* 1951), russischer Politiker und Staatsmann, Mitglied des Präsidiums des Obersten Rates der Partei „Einiges Russland“
- Schochin, Nikolai Alexandrowitsch (1819–1895), russischer Architekt, Restaurator und Mäzen
- Schöchl, Josef (* 1959), österreichischer Politiker (ÖVP), Landesveterinärdirektor, Landtagsabgeordneter in Land Salzburg, Landtagspräsident in Salzburg a. D.Josef Schöchl (* 1959)

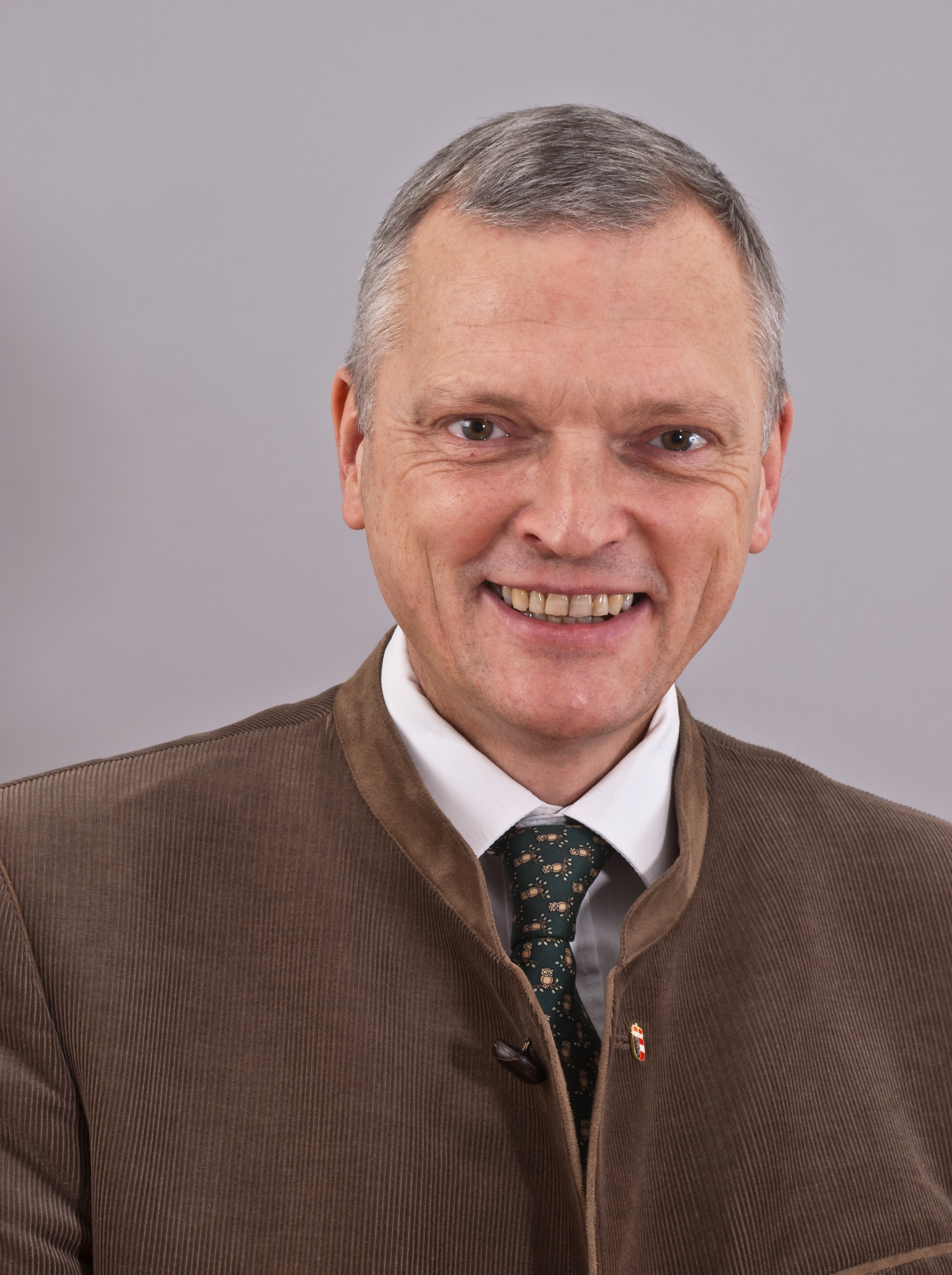
Josef Schöchl (* 1959)

- Schöchle, Albert (1905–1998), deutscher Gärtner, Sachbuchautor und Gründer der Wilhelma und des Blühenden Barocks
- Schöchlin, Hans (1893–1978), Schweizer Ruderer
- Schöchlin, Karl (1894–1974), Schweizer Ruderer
- Schochow, Nikita Konstantinowitsch (* 1988), russischer bildender Künstler und Filmemacher
- Schochow, Werner (1925–2020), deutscher Bibliothekar und Historiker
- Schöchtner, Franz (1881–1936), österreichischer Politiker (GdP), Abgeordneter zum Nationalrat
- Schöchtner, Heinrich (1876–1953), österreichischer Politiker (CSP), Landtagsabgeordneter

### Schock
- Schock, Aaron (* 1981), US-amerikanischer Politiker
- Schock, Axel (* 1965), deutscher Journalist und Buchautor
- Schock, Barbara, US-amerikanische Filmregisseurin
- Schock, Dieter (1940–2011), deutscher Fußballspieler
- Schöck, Eberhard (1935–2022), deutscher Unternehmer, Bauingenieur und Erfinder
- Schock, Eberhard (* 1939), deutscher Hochschullehrer für Mathematik
- Schock, Eduard (* 1959), österreichischer Politiker (FPÖ), Stadtrat, Landtagsabgeordneter und Gemeinderat
- Schock, Friedrich (1930–2017), deutscher Politiker (CDU), MdL Baden-Württemberg
- Schock, Gerd-Volker (* 1950), deutscher Fußballspieler und -trainer
- Schock, Hans-Werner (* 1946), deutscher Ingenieurwissenschaftler, Hochschullehrer und Autor
- Schock, Karl (* 1934), deutscher Unternehmer und Gründer mehrerer christlicher Organisationen
- Schöck, Otto (1886–1936), deutscher Maler, Grafiker und Zeichenlehrer
- Schock, Ralph (* 1952), deutscher Schriftsteller, Herausgeber und Literaturredakteur
- Schock, Rolf (1933–1986), schwedisch-amerikanischer Philosoph und Logiker
- Schock, Ron (* 1943), kanadischer Eishockeyspieler
- Schock, Rudolf (1915–1986), deutscher Opern-, Lied- und Operettensänger (lyrischer Tenor)
- Schöck, Thomas (* 1948), deutscher Universitätsbeamter
- Schock, Walter (1920–2005), deutscher Motorsportler
- Schöck-Quinteros, Eva (* 1945), deutsche Historikerin
- Schock-Werner, Barbara (* 1947), deutsche Architektin, Kunsthistorikerin, Denkmalpflegerin, Hochschullehrerin und Kölner DombaumeisterinBarbara Schock-Werner (* 1947)

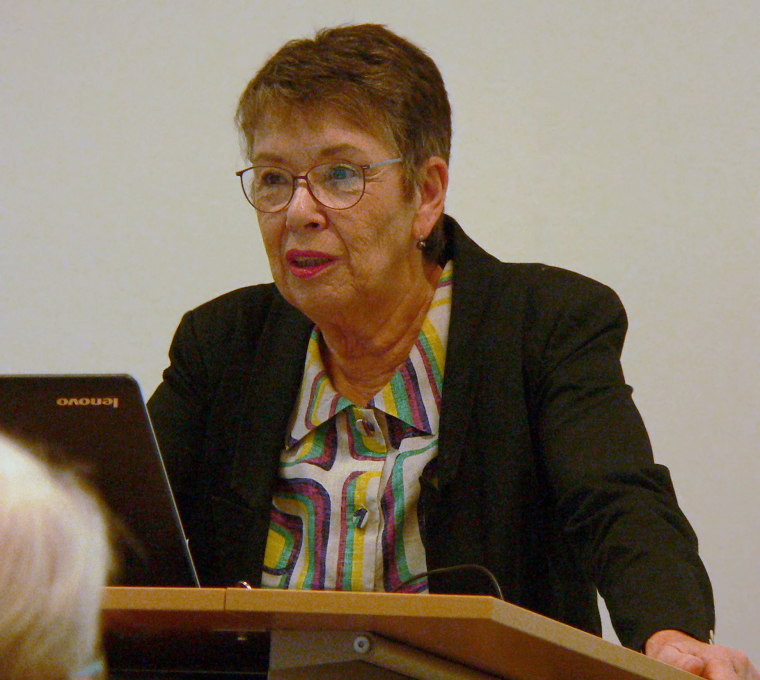
Barbara Schock-Werner (* 1947)

- Schockaert, Rufin (1875–1953), belgischer Dichter, Latinist, Philosoph, Chirurg und Geburtshelfer
- Schöckel, Benjamin (* 1980), deutscher Fußballspieler
- Schockel-Rostowskaja, Maria (* 1914), ukrainisch-deutsche Bildhauerin
- Schockemöhle, Alwin (* 1937), deutscher Springreiter
- Schockemöhle, Paul (* 1945), deutscher SpringreiterPaul Schockemöhle (* 1945)

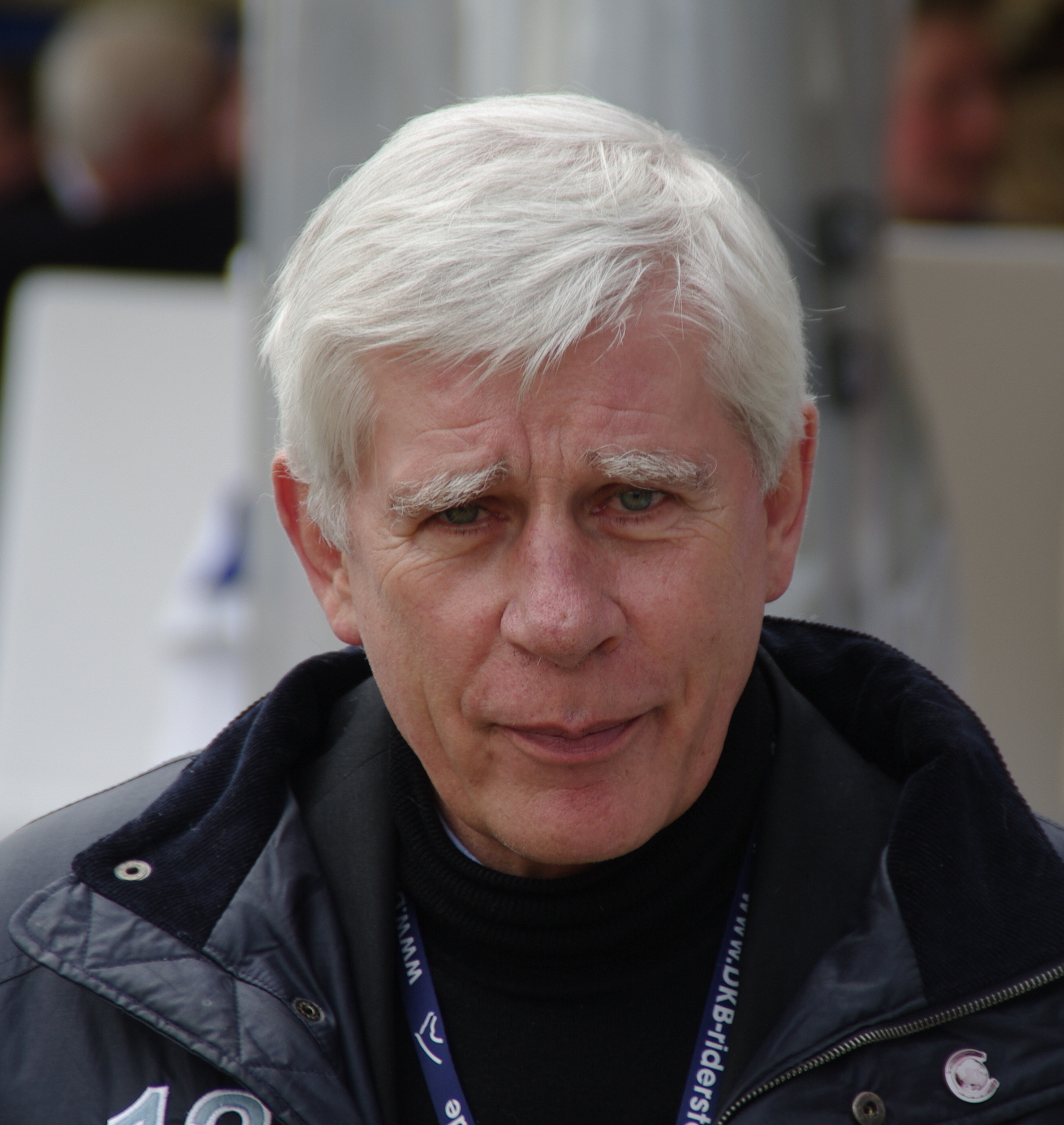
Paul Schockemöhle (* 1945)

- Schockemöhle, Werner (1939–2000), deutscher Unternehmer und Pferdezüchter
- Schocken, Jeanette (* 1883), deutsche Kaufhausbesitzerin
- Schocken, Joseph (1872–1934), deutscher Einzelhandels-Kaufmann
- Schocken, Salman (1877–1959), deutsch-israelischer Kaufmann und Verleger
- Schocken, Simon (1874–1929), deutscher Unternehmer
- Schockenhoff, Andreas (1957–2014), deutscher Politiker (CDU), MdB
- Schockenhoff, Eberhard (1953–2020), deutscher Moraltheologe, römisch-katholischer Priester
- Schocker, Gary (* 1959), US-amerikanischer Komponist und Flötist
- Schockert, Claude (* 1940), französischer Geistlicher, emeritierter Bischof von Belfort-Montbéliard
- Schockhoven, Erich, deutscher Radrennfahrer
- Schockmel, Romain, luxemburgischer Handballer, Sportfunktionär und Chirurg